# Soulier d'or belge 1996
Le Soulier d'or 1996 est un trophée individuel, récompensant le meilleur joueur du championnat de Belgique de football sur l'ensemble de l'année 1996. Ceci comprend donc à deux demi-saisons, la fin de la saison 1995-1996, de janvier à juin, et le début de la saison 1996-1997, de juillet à décembre.

## Lauréat
Il s'agit de la quarante-troisième édition du trophée, remporté par le milieu défensif et capitaine du FC Bruges Franky Van der Elst. Il remporte cette récompense pour la seconde fois, six ans après son premier Soulier d'Or. Le Club de Bruges remporte son dixième titre de champion de Belgique en 1996 ainsi que la Coupe de Belgique, faisant de son capitaine le principal candidat au trophée. Son dauphin, le suédois d'Anderlecht Pär Zetterberg, termine à bonne distance. Le podium est complété par Philippe Vande Walle, le gardien du Germinal Ekeren. Trois autres joueurs brugeois se retrouvent dans les dix premiers du classement.

## Classement complet
| Place | Joueur               | Nationalité | Club(s)                                   | Points |
| ----- | -------------------- | ----------- | ----------------------------------------- | ------ |
| 1.    | Franky Van der Elst  |             | FC Bruges                                 | 250    |
| 2.    | Pär Zetterberg       |             | RSC Anderlecht                            | 159    |
| 3.    | Philippe Vande Walle |             | Germinal Ekeren                           | 152    |
| 4.    | Lorenzo Staelens     |             | FC Bruges                                 | 143    |
| 5.    | Robert Špehar        |             | FC Bruges                                 | 64     |
| 6.    | Nordin Jbari         | /           | RSC Anderlecht / La Gantoise              | 58     |
| 7.    | Nico Van Kerckhoven  |             | Lierse SK                                 | 57     |
| 8.    | Mario Stanic         |             | FC Bruges                                 | 55     |
| 9.    | Émile Mpenza         | /           | KV Courtrai / Excelsior Mouscron          | 52     |
| 10.   | Frédéric Pierre      |             | RWDM                                      | 34     |
| ==.   | Dominique Lemoine    |             | Excelsior Mouscron                        | 34     |
| 12.   | Mbo Mpenza           | /           | KV Courtrai / Excelsior Mouscron          | 31     |
| 13.   | Christophe Lauwers   |             | Cercle Bruges / Eendracht Alost           | 29     |
| 14.   | Wamberto             |             | RFC Seraing / Standard de Liège           | 27     |
| 15.   | Geoffrey Claeys      |             | Cercle Bruges / Feyenoord Rotterdam       | 22     |
| 16.   | Celestine Babayaro   |             | RSC Anderlecht                            | 17     |
| 17.   | Filip De Wilde       |             | RSC Anderlecht / Sporting Portugal        | 15     |
| 18.   | Ronny Van Geneugden  |             | Lommel                                    | 12     |
| 19.   | Olivier Doll         |             | RSC Anderlecht                            | 11     |
| 20.   | Suad Katana          |             | La Gantoise / RSC Anderlecht              | 10     |
| ==.   | Dimitri De Condé     |             | Standard de Liège                         | 10     |
| ==.   | Éric Van Meir        |             | Sporting Charleroi / Lierse SK            | 10     |
| 23.   | Pascal Renier        |             | FC Bruges                                 | 8      |
| 24.   | Frédéric Peiremans   |             | RSC Anderlecht                            | 7      |
| 25.   | Francis Severeyns    |             | Antwerp                                   | 6      |
| 26.   | Gert Verheyen        |             | FC Bruges                                 | 5      |
| ==.   | Geert De Vlieger     |             | RSC Anderlecht                            | 5      |
| 28.   | Dany Verlinden       |             | FC Bruges                                 | 4      |
| 29.   | Sven Vermant         |             | FC Bruges                                 | 3      |
| ==.   | Gunther Schepens     |             | Standard de Liège                         | 3      |
| ==.   | Gordan Vidovic       |             | Excelsior Mouscron                        | 3      |
| ==.   | Joris De Tollenaere  |             | KRC Harelbeke                             | 3      |
| ==.   | Philippe Léonard     |             | Standard de Liège / AS Monaco             | 3      |
| 34.   | Vital Borkelmans     |             | FC Bruges                                 | 2      |
| ==.   | Davy Cooreman        |             | Cercle Bruges                             | 2      |
| ==.   | Eric Deflandre       |             | Germinal Ekeren / FC Bruges               | 2      |
| ==.   | Tibor Selymes        | /           | Cercle Bruges / RSC Anderlecht            | 2      |
| ==.   | Dirk Rosez           |             | RWDM                                      | 2      |
| 39.   | Marc Wilmots         |             | Standard de Liège / Schalke 04            | 1      |
| ==.   | Stijn Vreven         |             | FC Malines                                | 1      |
| ==.   | Gilles De Bilde      |             | RSC Anderlecht                            | 1      |
| ==.   | James Obiorah        |             | RSC Anderlecht                            | 1      |
| ==.   | Remco Torken         |             | KSC Lokeren                               | 1      |
| ==.   | Dante Brogno         |             | Sporting Charleroi                        | 1      |
| ==.   | Gilbert Bodart       |             | Standard de Liège / Girondins de Bordeaux | 1      |
| ==.   | Gábor Torma          |             | Cercle Bruges                             | 1      |
| ==.   | Aleksander Kłak      |             | Bonner SC / Antwerp                       | 1      |
| ==.   | Ronny Gaspercic      |             | KRC Genk / KRC Harelbeke                  | 1      |
| ==.   | Walter Baseggio      | /           | RSC Anderlecht                            | 1      |